# Al Ala
Al Ala (arabe : الآلة)  ou Tarab al ala ou encore  tarab al andaloussi est un style de musique arabo-andalouse originaire du Maroc.
Elle consiste en un corpus de "nouba" ou cycles de chants compilés par Mohammed El Hayek en 1799.
Le corpus comporte 11 noubas qui ont la particularité d'être très longues, une nouba complète peut durer entre six et dix heures.